# Fem mand og Rosa
Fem mand og Rosa er en dansk film fra 1964.

## Plot
På et sygehus's 5 mandsstue – stue nummer 13 – ligger der 5 meget forskellige mænd, med meget forskellig baggrunde: Byretsdommer Winther (Emil Hass Christensen), modedesigner Philip André (Bendt Rothe), bankkasserer Madsen (Louis Miehe-Renard), den uforbederlige indbrudstyv Herluf "Smukke Arne" Jensen (Morten Grunwald), og legationssekretær Konrad Konradsen (Willy Rathnov).
Filmens handler om legationssekretæren, der har begået en dumhed og bliver afpresset af Helmer Gamtofte (Arthur Jensen), som er i besiddelse af nogle kompromitterende billeder. Disse billeder opbevares i en bankboks i den bank, hvor Madsen er ansat. Det kammeratskab, som trods forskellige personligheder og etiske overbevisninger opstår på stue 13, bliver drivkraften som får byretsdommeren til at foreslå "Smukke Arne" at hjælpe Konradsen med at bryde ind i banken og tilegne sig billederne.
"Smukke Arnes" yndige veninde Rosa (Judy Gringer) sættes til at spionere i marken og aflægge rapport til "Smukke". Konradsen, som er indlagt for blindtarmsbetændelse, og samtidig den mest oplagte til at udføre det grove arbejde sammen med Rosa, rammes imidlertid af et ildebefindende og må hasteindlægges. Derefter må byretsdommeren, meget imod sine personlige overbevisninger, træde til som skærebrændende indbrudstyv.

## Medvirkende
- Morten Grunwald – Herluf Jensen kaldet Smukke Arne
- Judy Gringer – Rosa Jørgensen
- Emil Hass Christensen – Winther
- Louis Miehe-Renard – Madsen
- Bendt Rothe – Philip André
- Willy Rathnov – Konrad Konradsen
- Arthur Jensen – Helmer Gamtofte
- Jytte Abildstrøm – Aurora Gamtofte
- Carl Ottosen – Betjent
- Gunnar Lemvigh – Betjent
- Preben Neergaard – Overlæge
- Gyda Hansen – Ordstrøm
- Ejner Federspiel – Præst
- Holger Vistisen – Kordegn

## Eksterne Henvisninger
- Fem mand og Rosa på Internet Movie Database (engelsk)
- Fem mand og Rosa på Filmdatabasen
- Fem mand og Rosa på danskefilm.dk
- Fem mand og Rosa på danskfilmogtv.dk
- Fem mand og Rosa på Scope
- Fem mand og Rosa på The Movie Database (engelsk)